# Oechlitz
Oechlitz è un comune tedesco di 562 abitanti, situato nel land della Sassonia-Anhalt.